# Les Plus Grands Succès, volume 3 : 1976-1985
Albums de Mireille Mathieu
Les Plus Grands Succès, volume 2 : 1970-1975
(1988) Son grand numéro
(1988)
Les Plus Grands Succès, volume 3 : 1976-1985 est une compilation de la chanteuse française Mireille Mathieu parue en France chez Carrère en 1988 regroupant 20 grands succès de la chanteuse de la fin des années 1970 et des années 1980.

## Chansons de la compilation
- La vie en rose
- Santa Maria de la mer
- Un clown dans mon cœur
- A dix-sept ans
- Mille colombes
- Une femme amoureuse
- Il a neigé sur Mikonos
- Elle pense à lui
- Encore et encore
- Bravo tu as gagné
- New York, New York
- A Santa Maria
- Nos souvenirs( Memory )
- Trois Milliards de gens sur Terre
- La demoiselle d'Orléans
- Comme d'habitude
- Un Prince en Avignon
- Ne me quitte pas
- Made in France